# El Peral (Argentina)
El Peral es una localidad y distrito en el departamento Tupungato de la provincia de Mendoza, Argentina. 
Se encuentra 5 km al oeste de la ciudad de Tupungato, en cercanías del arroyo El Sauce.
Constituye un sitio para el turismo local en verano, sobre todo para camping y por la Calle La Costa que atraviesa la localidad, esta última se estaba pavimentando en 2011. En esta localidad se halla también el Museo del Regimiento de Infantería de Montaña 11.
En la calle El Molino hay un barrio que formó un grupo de turismo rural y el primer barrio de artesanos de Tupungato.

## Población
Cuenta con 541 habitantes (Indec, 2010), lo que representa un incremento del 47,81% frente a los 366 habitantes (Indec, 2001) del censo anterior.